# معركة مغنيسيا
مَعْرَكة مَغنِيسيا (بالإنجليزية: Battle of Magnesia) دَارَتْ رَحَاها إما في ديسمبر 190 أو يناير 189 قبل الميلاد في شمالِ شرق مَغنيسيا في آسيا الصغرى (تركيا حديثاً). بين جيش الجُمهورية الرومانية بقيادة القُنصل لوسيوس كورنيليوس ومَملكة بيرغامون المُتحالفة تحتَ قيادة إومينيس الثاني ضد جيش سلوقي بقيادة أنطيوخوس الأكبر خلال فترة الحرب الرومانية السلوقية. عَسكر الجيشانْ في البداية شمالِ شرق مغنيسيا، في محاولة لاستفزاز وجر بعضهما البعضْ إلى مَعركة على أرض مواتية لعدة أيام. أنتهت المعركة بَنصر حاسم للقوات الرومانية والبرجامينية، مما أدى إلى معاهدة أفاميا، والتي أنهت الهيمنة السلوقية في آسيا الصغرى.

## خلفية
بعد عودته من حملته البكترية (210-209 قبل الميلاد)  والهندية (206-205 قبل الميلاد)  ، أقامَ أنطيوخوس تحالفًا مع فيليب الخامس المقدوني، ساعيًا إلى غزو أراضي المملكة البطلمية. في عام 198 قبل الميلاد، انتصر في الحرب السورية الخامسة، واستولى على سوريا الجوفاء وأمن حدوده الجنوبية الشرقية. ثم ركز اهتمامه على آسيا الصغرى، وأطلق حملة ناجحة ضد ممالك البطالمة الساحلية.  في عام 196 قبل الميلاد، استغل أنطيوخس فرصة وفاة أتالوس الأول لمهاجمة المدن التي كانت تسيطر عليها سلالة أتاليد. خوفًا من أن يستولي أنطيوخس على كامل آسيا الصغرى، ناشدت مدينتا سميرنا ولامبساكوس المستقلتان الحماية من الجمهورية الرومانية.  في أوائل ربيع عام 196 قبل الميلاد، عبرت قوات أنطيوخس إلى الجانب الأوروبي من مضيق الدردنيل وبدأت في إعادة بناء مدينة ليسيماشيا ذات الأهمية الاستراتيجية. في أكتوبر 196 قبل الميلاد، التقى أنطيوخوس بوفد من الدبلوماسيين الرومان في ليسيماشيا. طالب الرومان أنطيوخس بالانسحاب من أوروبا واستعادة الوضع المستقل للمدن اليونانية في آسيا الصغرى. ورد أنطيوخس بالادعاء بأنه كان ببساطة يعيد بناء إمبراطورية سلفه أنطيوخوس الثاني وانتقد الرومان لتدخلهم في شؤون دول آسيا الصغرى، والتي دافعت رودس عن حقوقها على مر التاريخ. 
في أواخر شتاء 196/195 قبل الميلاد، هرب الجنرال القرطاجي حنبعل، العدو الرئيسي السابق لروما، من قرطاج إلى بلاط أنطيوخس في أفسس. على الرغم من ظهور حزب مؤيد للحرب بقيادة سكيبيو أفريكانوس، إلى أن مجلس الشيوخ الروماني مارس ضبط النفس. وسع السلوقيون مملكتهم في تراقيا من بيرينتوس إلى مارونيا على حساب رجال القبائل التراقيين. استؤنفت المفاوضات بين الرومان والسلوقيين، ووصلت إلى طريق مسدود مرة أخرى بسبب الخلافات بين القانون اليوناني والروماني حول حالة الممتلكات الإقليمية المتنازع عليها. في صيف عام 193 قبل الميلاد، أكد ممثل عن رابطة الاتحاد الأيتولي لأنطيوخس أن الأتوليين سيقفون إلى جانبه في حرب مستقبلية مع روما، بينما قدم أنطيوخس دعمًا ضمنيًا لخطط حنبعل لإطلاق انقلاب مناهض للرومان في قرطاج.  بدأ الأيتوليون في تحفيز الولايات اليونانية على التمرد المشترك تحت قيادة أنطيوخوس ضد الرومان، على أمل إثارة حرب بين الطرفين. ثم استولى الأيتوليون على مدينة ديمترياس الساحلية ذات الأهمية الاستراتيجية، مما أسفر عن مقتل الأعضاء الرئيسيين في الفصيل المحلي الموالي لروما. في سبتمبر 192 قبل الميلاد، وصل الجنرال الأيتولي ثوانتاس إلى بلاط أنطيوخوس، وأقنعه بمعارضة الرومان في اليونان علانية. فقام السلوقيون بأختيار 10000 من المشاة و 500 من سلاح الفرسان و 6 فيلة حرب و 300 سفينة ليتم نقلهم لحملتهم في اليونان. 

## مقدمة

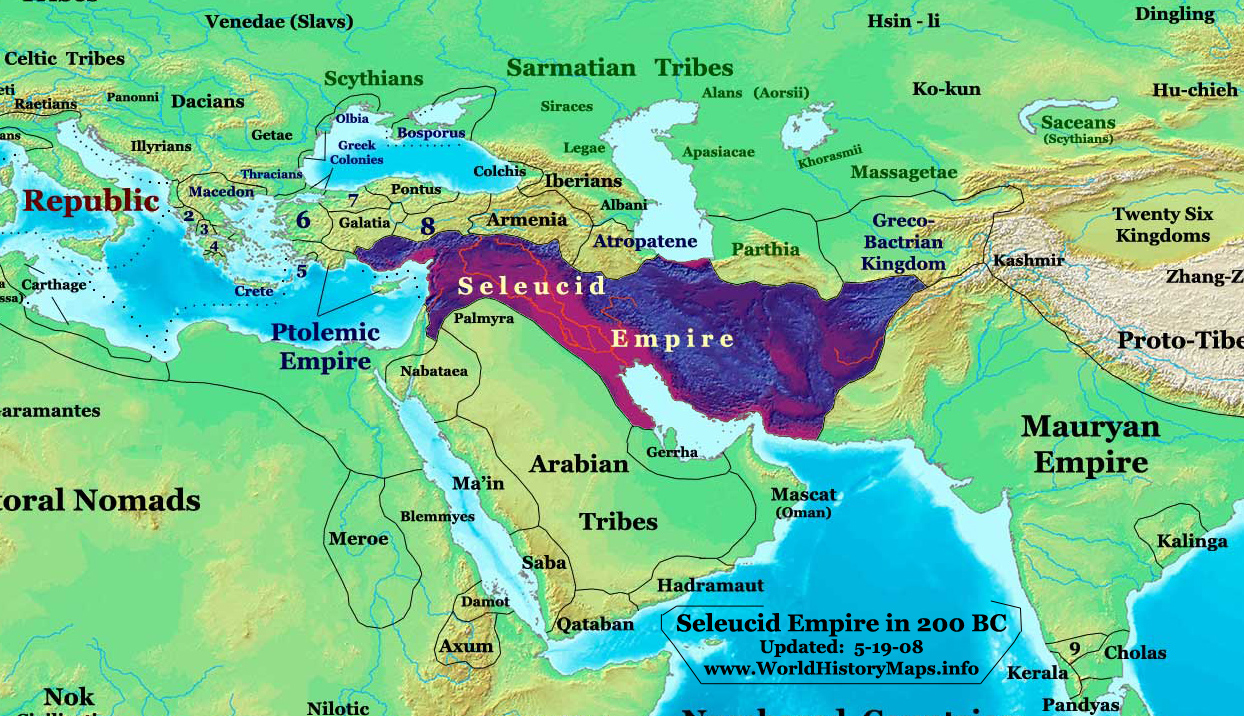
الإمبراطورية السلوقية عام 200 قبل الميلاد (قبل التوسع في الأناضول واليونان).

أبحر الأسطول السلوقي عبر إمبروس وسكياثوس، ووصل إلى ديميترياس حيث نزل جيش أنطيوخوس.  أعلنت الرابطة الآخية الحرب على السلوقيين والأيتوليين، وحذو الرومان حذوها في نوفمبر 192 قبل الميلاد. أجبر أنطيوخوس خالكيذا على فتح أبوابها له، قمَ قامَ بتحويل المدينة إلى قاعدة عملياته. بعدها حول أنطيوخس انتباهه نحو إعادة بناء تحالفه مع فيليب الخامس المقدوني، والذي كان قد تحطم بعد أن هزمه الرومان بشكل حاسم في معركة سينوسيفالي في عام 197 قبل الميلاد. توقع فيليب أن يخرج الرومان منتصرين في الصراع ويعتمدون على المكافآت الإقليمية وكذلك شطب تعويضات الحرب التي يدين بها لهم؛ لم يستطع السلوقيون توفير أي منهما، لذلك تم رفض مبادرات أنطيوخس وانضم فيليب إلى الرومان. بين ديسمبر 192 ومارس 191 قبل الميلاد، قام أنطيوخوس بحملة في ثيساليا وأكرنانيا. 
أدى الهجوم المضاد المشترك الذي شنه الرومان وحلفاؤهم المقدونيون إلى محو كل مكاسب أنطيوخوس في ثيساليا في غضون شهر. في 26 أبريل 191 قبل الميلاد، واجه الجانبان في معركة تيرموبيلاي، حيث تعرض جيش أنطيوخس لهزيمة مدمرة وعاد إلى أفسس بعد ذلك بوقت قصير.  ثم حاول السلوقيون تدمير الأسطول الروماني قبل أن يتمكن من الاتحاد مع أسطول رودس والأتاليين. ومع ذلك، هزم الأسطول الروماني السلوقيين في معركة كوركوس في سبتمبر 191 قبل الميلاد، مما مكنه من السيطرة على العديد من المدن بما في ذلك داردانوس وسيستوس على مضيق الدردنيل.  في مايو 190 قبل الميلاد، غزا أنطيوخس بيرغامون، ودمر الريف وحاصر عاصمتها وأجبر إيومين على العودة من اليونان. في أغسطس 190 قبل الميلاد، هزم الروديون أسطول حنبعل في معركة يوريميدون. بعد شهر هزم أسطول روماني وروديان مشترك السلوقيين في معركة ميونيسوس. لم يعد بإمكان السلوقيين السيطرة على بحر إيجه، مما فتح الطريق أمام الغزو الروماني لآسيا الصغرى.  سحب أنطيوخوس جيوشه من تراقيا، بينما عرض في نفس الوقت تغطية نصف نفقات الحرب الرومانية وقبول المطالب التي تم تقديمها في ليسيماشيا في عام 196 قبل الميلاد. بحلول هذا الوقت، كان الرومان مصممين على سحق السلوقيين مرة واحدة وإلى الأبد. مع وصول القوات الرومانية إلى مارونيا، بدأ أنطيوخس بالتحضير لمعركة نهائية حاسمة.  تقدم الرومان عبر دردانوس إلى نهر كيكوس حيث اتحدوا مع جيش إومينيس. 

## الجيشان

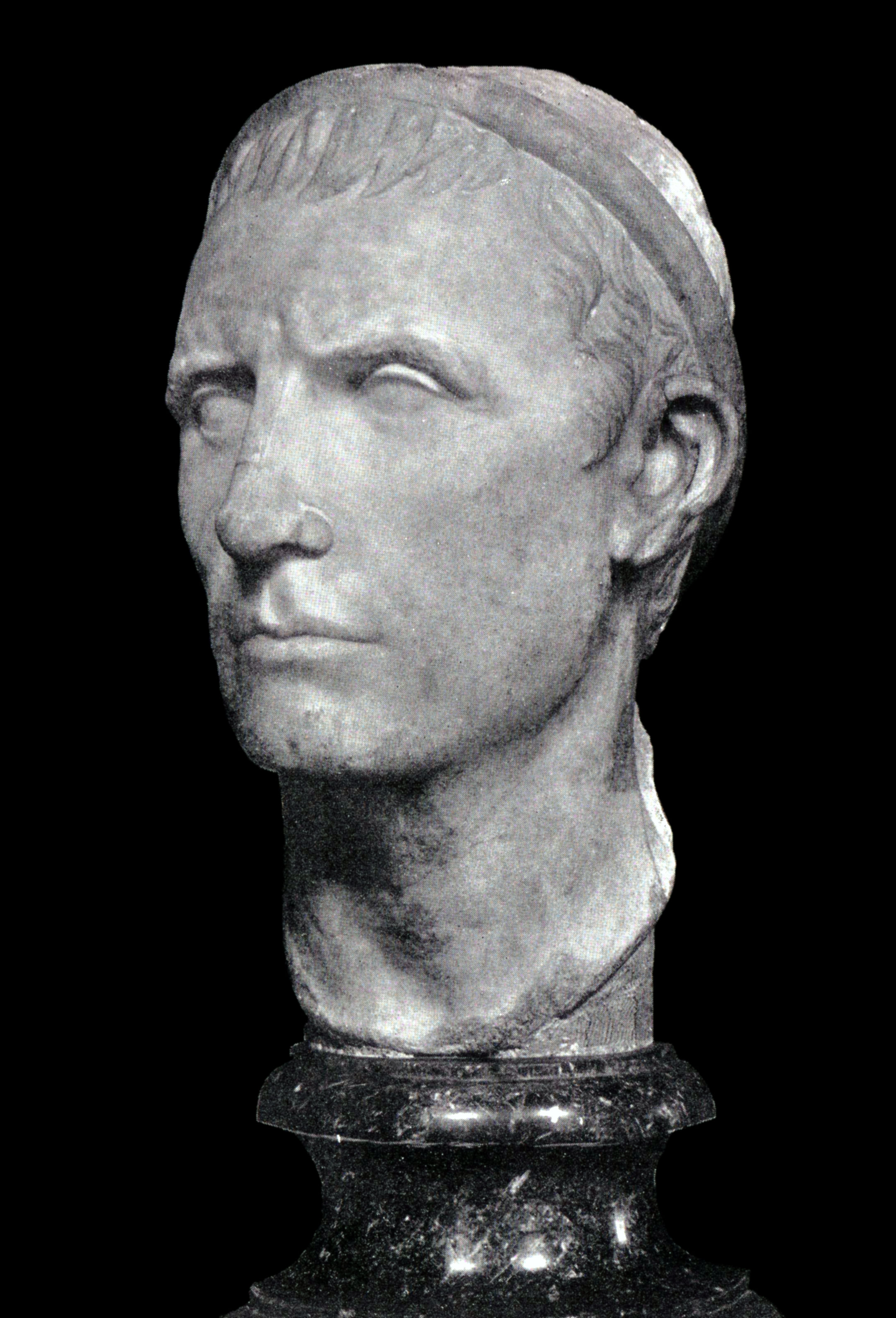
أنطيوخس الثالث ، الملك العظيم (من تمثال نصفي في متحف اللوفر)

تأتي الروايتان التاريخيتان الرئيسيتان للمعركة من كتاب تيتوس ليفيوس «التاريخ منذ تأسيس المدينة» وكتاب أبيان «سيريا».  يتفق كلا المؤلفين على أن الجيش الروماني كان يضم حوالي 30.000 رجل وأن السلوقيين أرسلوا ما يقرب من 72.000 جندي. ومع ذلك، يختلف المؤرخون المعاصرون حول هذه المسألة، حيث يعتقد البعض أن التقديرات الواردة في المصادر الأولية، بينما يدعي آخرون أن كلا الجيشين قد يكون عدد كل منهما حوالي 50000 رجل. بالإضافة إلى ذلك، كان لدى الرومان 16 فيلاً حربًا تحت تصرفهم، بينما أرسل السلوقيون 54 فيلاً.  هناك حكاية شائعة تتعلق بمجموعة الجيشين وهي أن أنطيوخوس سأل حنبعل عما إذا كان تشكيلته الواسعة والمسلحة جيدًا ستكون كافية للجمهورية الرومانية، والتي أجاب عليها حنبعل، «يَكفي الرُومان، مَهما كانواْ مُرابطين.» 

### الجَيش السلوقي
كان الجناح الأيسر للسلوقيين بقيادة نجل أنطيوخس سلوقس وابن أخيه أنتيباتر. كانت تتألف من رماة قيرطيين ورماة إيليميين، و 4000 بيلتاست، و 1500 إيليري، و 1500 كاريان وقيليقية، و 1000 نيوكريتس. يتألف باقي الجناح الأيسر من 2500 من سلاح الخَيالة الغلاطية و 500 من سلاح الفرسان الخفيف من تارنتين، و 1000 من سلاح الفرسان الملكي، و 3000 كاتافراكت، و 2000 من مشاة كابادوك، و 16 من أفيال الحرب وقوة متنوعة من 2700 من المشاة الخفيفة. تم تشكيل المركز من قبل فيلق مقدوني قوامه 16000 فرد، بقيادة فيليب، مُروض الأفيال. تم نشرها في عشر فصائل سعة 1600 رجل، عرض كل 50 رجلاً وعمق 32 رجلاً. تم فصل عشرين فيل حرب إلى أزواج وانتشروا في الفجوات بين الفصائل، مدعومين أيضًا بـ 1500 من المشاة الغلاطية و 1500 من مشاة أتيان. بينما كان الجناح الأيمن بقيادة أنطيوخوس، ويتألف من 3000 كاتافراكت، و 1000 من سلاح الخَيالة، و 1000 من الحرس الملكي، و 1200 من رماة الخيول داهي. 2500 من رماة السهام الميسيين، و 3000 من المشاة الكريتية والإيليرية الخفيفة، و 4500 من الرماة القيرطيين ورماة السهام الإلميين، بالإضافة إلى احتياطي من 16 فيلاً حربًا. قبل الهيكل الرئيسي للجيش، تم نشر وحدات من عربات المنجل ووحدة من الرماة العرب الذين تحملهم الجمال أمام الجناح الأيسر، وعلى يمينهم المباشر، قاد الجنرال مينيونا وزيوكس 6000 من المشاة الخفيفة. كان معسكر الحرب يحرسه 7000 من أقل القوات السلوقية استعدادًا للقتال. 

### الجَيش الروماني
كان الجناح الأيسر للرومان بقيادة الليغاتوس جناس دوميتوز اهنوباربوس. بلغ عددهم 10800 جندي مشاة ثقيل تم اختيارهم من بين الرومان في روما، إلى جانب أربع فرق من سلاح الخيالة من 100 إلى 120 رجلاً. يتألف المركز بالمثل من 10800 جندي مشاة ثقيل من الرومان واللاتين بقيادة سكيبيو شخصيًا. تم تقسيم المشاة الرومان إلى ثلاثة صفوف، وكان أصغر الجنود يقفون في المقدمة، في تشكيل أكثر انفتاحًا ومرونة من خصومهم. كان الجناح الأيمن بقيادة إومينيس، ويتألف من 2800 إلى 3000 من سلاح الخَيالة، غالبيتهم من الرومان مدعومين بقوة من البيرغامون قوامها 800 رجل. قبل القوة الرئيسية الرومانية كان هناك 3000 من المشاة الخفيفة من آخايا والبيرغامون و 800 من رماة كريت وإيليريون. تم تشكيل الحرس الخلفي من قبل 2000 متطوع تراقي ومقدوني و 16 فيل حرب أفريقي كانوا يعتبرون أقل شأنا من أفيال الحرب الآسيوية التي نشرها السلوقيون. 

## المَعرَكة

تحرك الجيوش خلال معركة مغنيسيا.

وقعت المعركة إما في ديسمبر 190 قبل الميلاد أو في يناير 189 قبل الميلاد. تقدم الرومان من بيرغامون نحو ثياتيرا حيث توقعوا مواجهة أنطيوخس. كان أنطيوخوس مصممًا على محاربة خصومه على أرض معركة من اختياره، وسار بجيشه من اتجاه ساردس نحو مغنيسيا، مخيّمًا على بعد 15 كيلومترًا شمال شرق المدينة. كانت مغنيسيا قد خدمت بالفعل كميدان معركة للسلوقيين في 281 قبل الميلاد حيث انتصروا في معركة كوروبيديوم. عند علمهم أن السلوقيين قد غادروا ثياتيرا، سار الرومان لمدة خمسة أيام باتجاه نهر فريجوس، مخيماً شمال نهر هيرموس  ، على بعد 6.5 كيلومتر من معسكر السلوقيين. أرسل أنطيوخس مجموعة من 1000 من سلاح الخَيالة من غلاطيا وداهاي لجذب الرومان إلى وضع أكثر انكشافًا، لكن الرومان رفضوا الاستطالة. بعد ثلاثة أيام، نقل الرومان معسكرهم إلى سهل على شكل حدوة حصان على بعد حوالي 4 كيلومترات من المعسكر السلوقي، الذي كان محاطًا بنهري فريجوس وهيرموس من ثلاث جهات، والتي كان الرومان يأملون من خلالها الحد من فعالية سلاح الخَيالة السلوقي.  أرسل السلوقيون مرة أخرى كتيبة من النخبة قوامها 3000 رجل لمضايقة الرومان.
خلال الأيام الخمسة التالية، اصطف الجيشان للمعركة، دون الاشتباك مع بعضهما البعض. وجد سكيبيو نفسه في حالة زوغزوان. لم يستطع أن يأمل في الفوز بالمعركة من خلال الهجوم المباشر على المعسكر السلوقي شديد التحصين، ولكن برفضه الاشتباك خاطر بقطع خطوط الإمداد الخاصة به من قبل سلاح الخَيالة المتفوق عدديًا. كان من الممكن أن يؤدي التراجع إلى انخفاض الروح المعنوية الرومانية حيث توقفت الحملات خلال فصل الشتاء. بالإضافة إلى ذلك، تمنى سكيبيو تحقيق نصر حاسم على السلوقيين قبل إرسال قنصل جديد من روما ليحل محله. تقدم الرومان إلى النقطة التي تحول فيها نهر فريجيوس إلى 90 درجة باتجاه الشمال، تاركين جانبهم الأيمن غير محمي من الأنهار. كان أنطيوخس راضيًا عن الموقع، ووافق على التحدي الروماني في فجر اليوم الثالث بعد التقدم الروماني الأخير.
بدأت المعركة على الجناح الأيسر للسلوقيين عندما أرسل إومينيس الرماة والنبالة إلى الأمام لمضايقة العربات المنجلية السلوقية. بدأت الأخير بالفرار في حالة من الذعر بعد أن عانت من خسائر فادحة، مما تسبب في حدوث ارتباك بين الرماة العرب الذين تحملهم الجمال والمقطورات المتمركزة خلفهم. ثم هَجمة إومينيس بسلاحه الخَيالة قبل أن يتمكن سلاح الفرسان المدرع من إعادة تنظيم صفوفه بشكل صحيح. اخترق سلاح الفرسان الروماني والبيرغامون الجناح الأيسر للسلوقيين، مما تسبب في هروب الرماة إلى المعسكر. واجه الرماة الغلاطيون والكبادوك والمشاة المرتزقة على يسار الكتائب السلوقية هجومًا متزامنًا من الوسط الروماني واليمين، مما تسبب في تراجعهم مما كَشفه الجناح الأيسر للكتائب. 
على الجناح الأيمن للسلوقيين، قاد أنطيوخس الهجوم مع سلاح الفرسان المدرع وسلاح الخَيالة في مواجهة المشاة اليونان، في حين اشتبك الأرغراسبيدس مع الفيلق الروماني. تحطمت صفوف المشاة الرومان وتراجعوا إلى معسكرهم حيث تم تعزيزهم من قبل التراقيين والمقدونيين ثم حشدهم من قبل ماركوس إيميليوس ليبيدوس. لم يكن سلاح الخَيالة لأنطيوخوس مناسبًا لأخذ المعسكر وأصبح غارقًا في القتال بينما كانت هناك حاجة ماسة لقواته في مكان آخر.  في الوسط، صمدت الكتائب السلوقية على أرضها ضد المشاة الرومان، لكنها لم تتحرك بما يكفي لطرد الرماة الذين أستمرو بقصفهم بالمقذوفات. لذلك بدأو بتراجع بطيئ ومنظم، عندها أصيبت فيلة الحرب المتمركزة بين الكتائب بالذعر بسبب القذائف، مما تسبب في كسر تشكيلاتهم.  تخلى الكتائب عن أسلحتهم وتخلوا عن ساحة المعركة. بحلول الوقت الذي عاد فيه فرسان أنطيوخس لتعزيز المركز كان جيشه قد تفرق بالفعل. جمع الجنود الناجين وتراجع إلى ساردس بينما كان الرومان منشغلين بنهب معسكره. 

## ما بعد الواقعة

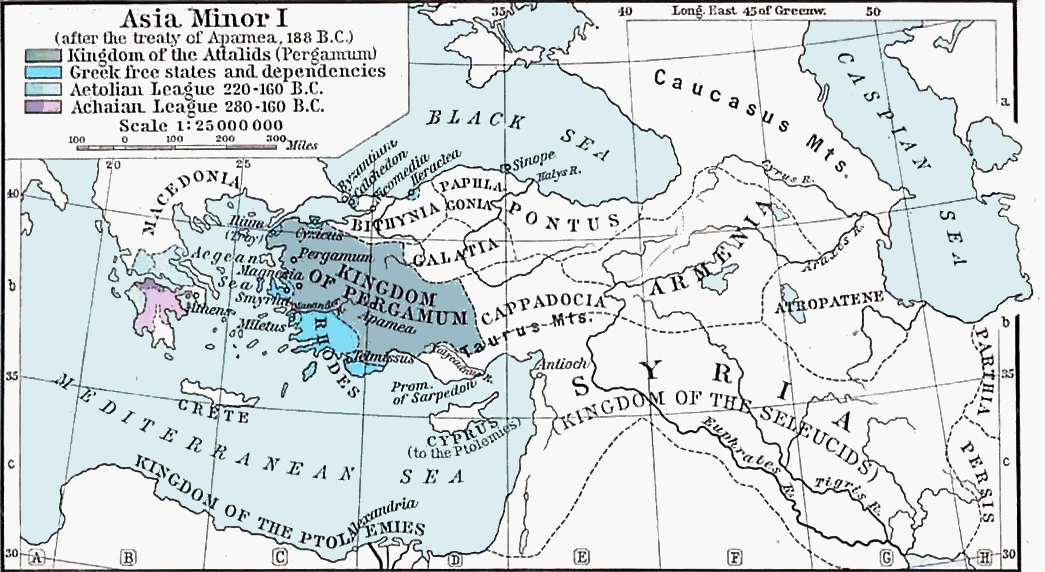
الإمبراطورية المصغرة (مُعَنونه: سوريا ، مملكة السلوقيين) والولايات الموسعة لبرغاموم ورودس ، بعد هزيمة أنطيوخس الثالث على يد روما. حوالي 188 ق م.

كانت هزيمة أنطيوخس في مغنيسيا بمثابة نهاية هيمنة الكتائب المقدونية على ساحات المعارك في الفترة الهلنستية.  وفقًا لليفى، فقد السلوقيون 53000 رجل قتلوا، بالإضافة إلى 1400 جندي و 15 فيل حرب تم أسرهم، بينما زعم أن الرومان فقدوا 349 قتيلاً والعديد من الجرحى. تشير التقديرات الحديثة إلى أن 10000 قتيل للسلوقيين و 5000 قتيل للرومان. بعد وقت قصير من وصوله إلى ساردس، علم أنطيوخس أن سيليوكوس قد نجا من المعركة وتوجه إلى أفاميا لمقابلته.  أدت الهزيمة في مغنيسيا والانسحاب اللاحق للأسطول السلوقي من أفسس إلى باتارا إلى الاستسلام للرومان. أرسل أنطيوخوس زيوكسيس وأنتيباتر إلى الرومان، من أجل تأمين هدنة. تم التوقيع على الهدنة في ساردس في يناير 189 قبل الميلاد، وعندها وافق أنطيوخس على التخلي عن مطالباته في جميع الأراضي الواقعة غرب جبال طوروس، ودفع تعويض حرب ثقيل ووعد بتسليم حنبعل وأعداء آخرين بارزين لروما من بين حلفائه. 
سعى الرومان لإخضاع آسيا الصغرى ومعاقبة حلفاء أنطيوخس، مما بدأ الحرب الغلاطية. في البر الرئيسي لليونان قمعوا الأثامانيين والأيتوليين الذين انتهكوا شروط الهدنة السابقة.  خلال صيف عام 189 قبل الميلاد، عقد سفراء الإمبراطورية السلوقية، بيرغامون، رودس ودول أخرى في آسيا الصغرى محادثات سلام مع مجلس الشيوخ الروماني. أعطيت ليقيا وكاريا إلى رودس، بينما استلم الأتاليون تراقيا ومعظم آسيا الصغرى غرب تورس. تم ضمان استقلال دول المدن في آسيا الصغرى التي وقفت إلى جانب الرومان قبل معركة مغنيسيا. وافق أنطيوخوس كذلك على سحب جميع قواته من ما وراء تورس، ورفض المرور ودعم أعداء روما. تضمنت الشروط أيضًا شرط تسليم حنبعل وثوانتاس وعشرين من الأعيان كرهائن، وتدمير كل أسطوله باستثناء عشر سفن، وإعطاء روما 40500 ميريوس من الحبوب سنويًا. دخلت الشروط حيز التنفيذ في صيف عام 188 قبل الميلاد بتوقيع معاهدة أفاميا. 